# 潘宇謙
AP潘宇謙（英語：Anson Poon Yu Him，1990年2月10日—），原名潘伯仲，常稱為AP，香港獨立創作男歌手、作曲/填詞人、監製，香港出道，現多於台灣發展。
AP平時喜歡在社交媒體分享自己或為其他歌手製作的歌曲的Demo，通常都會以自己寫歌國語歌詞呈現。

## 簡歷
潘伯仲曾就讀拔萃男書院，美國Kimball Union Academy及為於美國波士頓的Lesley University，2014年修畢香港理工大學紡織零售課程。他在大學時期已不斷參加校內和校外的歌唱比賽，更曾分別參與陳奕迅和陳慧嫻於紅磡體育館舉辦演唱會時的 The Show Choir。他在2016年正式出道成為歌手，並邀得林夕及陳輝陽合作打造第一首個人單曲《法西斯情人》，同年又拍攝其首部劇集《反黑》，飾演「Teddy 仔」一角。
2017年，潘伯仲因意外斷腳，在醫院康復期間與周耀輝合作創作了第三首派台歌《我是病人》，同年12月也考獲 Rock Scool 聲樂表演八級文憑。
2017年12月31日獲邀到廣東電視台2018廣東跨年嘉年華參與演出並與孫楠、衛蘭等一起演出並與七萬名觀眾一起倒數。
2018年4月獲邀參與溫州的釩fun音樂節作表演嘉賓。
2018年9月為 綠色和平 - 郊響樂 [燕尾蝶] 參與合唱部份。
2018年10月加盟新公司後潘伯仲銳意展現其多樣性，除了與新班底陳考威合寫全新曲風melody，更作出新嘗試，加插了Rap説唱部分和首次參與歌詞創作 ，連同作詞人林寶一起打造出代表其新面貌的作品《犬屋敷》。
2018年11月獲運動品牌 Puma 邀請與在《犬屋敷》MV裡合作的明星狗豆腐一起成為該牌子秋冬運動服系列的模特兒。
2018年12月為 DHL x CASETiFY的手機殼及錶帶聯乘系列做模特兒拍攝短片及硬照。
2018年12月向拍拖五年，任職蛋糕設計師的圈外女朋友Vivien Lau求婚成功，正式簽紙成為夫婦。
2019年3月推出新曲《流星語夜人》，由Anson親自作曲，Heyo負責填詞和饒舌部份，MV更邀得久未露面的趙頌茹幫忙演出，和Anson一起飾演降落到地球的外星人。

2019年8月與小花譚杏藍合作推出新曲《春麗回憶錄》，Anson在歌曲中負責饒舌的部份和擔任配唱製作人。
2019年10月接拍了由編劇鍾盛遠與導演錢江漢攜手執導，李璨琛和姜文杰主演和監製的電影《大盜演》。這套喜劇主演包括：李璨琛、姜文杰、秦沛、詹昊宸（詹瑞文）、曾美慧孜、潘宇謙、何華超、胡慧沖和樂瞳，整套電影在泰國曼谷拍攝，也是潘伯仲第一次首登大螢幕。值得一提的是潘伯仲的角色名稱與其在網劇《反黑》入面一樣叫Teddy仔。
2021年在IG宣佈妻子Vivien為其誕下一對異卵雙生的雙胞胎取名Mason(與爸爸名字同韻)及Julien (與媽媽名字同韻)。
2021年與陳考威合寫了新曲《罪人勿語》，找來填詞人T-Rexx及音樂人JNYBeatz合作，並邀得於電影《大盜演》合作過的混血演員MJ鄺家瑜出演MV，MV則由Bakerie的成員Seanie P做導演，亦因太多人讀錯其名稱而改名為潘宇謙作其藝名。

2021年參與幕後工作為歌手JNYBeatz及193郭嘉駿監製《你是我的BAE》MV。
2021年推出第一首國語單曲《奢望》，親自作曲和填詞，講述入行後的辛酸和追夢的代價。
2021年12月推出第二首國語單曲，找來好友李璨琛推出新歌《Turn Up》，由JNYBeatz、AP潘宇謙、李璨琛作曲，AP潘宇謙填詞，講述OG和YG兩個時代的變遷和他們各自入行後經歷的事情。
2022年3月7日推出建立自己廠牌Approved Music後的第一首廣東派台作品《我道》，與好友陳卓賢及JNYBeatz共同作曲，由填詞人陳尖執筆。歌曲總共達到超過五十萬點擊率，也為潘宇謙第一次有作品登上Youtube的TRENDING FOR MUSIC，KKBOX R&B及騷靈單曲週榜冠軍及綜合新歌即時榜冠軍，香港電台中文歌曲龍虎榜第二位，新城電台勁爆本地榜第十位。此外為了與好友陳卓賢互相宣傳新曲，陳卓賢在其IG分享了《我道》的demo後，潘宇謙和JNYBeatz亦在IG分享了一個重新改編版的《留一天為你喘息》。
2022年6月30日在社交媒體上載一首重翻唱並改編了的《冷雨夜》在 黃家駒的死忌向他及Beyond致敬。
2022年7月在IG透露新歌Mv已經拍攝完畢，更把髮型漂成金色，為新歌一改以往的形象。
2022年7月AP有份為P1X3LFeaturing.陳凱詠寫的This Is How We Roll成為Chill Club冠軍歌。
2022年7月22日發表了新歌《Amelia》，歌曲以去世的外甥女名稱而命名，由AP親自作曲，T-Rexx填詞，陳考威編曲監製，MV兩星期內達到超過二十萬點擊率並登上了香港電台中文歌曲龍虎榜第三位、新城電台勁爆本地榜第五位及KKBOX R&B及騷靈單曲週榜冠軍及綜合新歌即時榜亞軍。
2022年9月9日與好友JNYBeatz為香港電台音樂節目騷動音樂創作了全新的Jingle。
2022年11月25號發表了Pop Rnb曲風的年度第三首派台歌《離開的感覺》，更邀得演員郭爾君但女主角演出其MV，飾演一個已經逝去了的愛人。MV三星期內達到超過二十萬點擊率，並登上了KKBOX R&B及騷靈單曲週榜冠軍及綜合新歌即時榜冠軍。
2023年3月尾在社交媒體上透露年度第一首派台歌《天黑時想跟你到白頭》由陳卓賢、周耀輝及JNYBeatz聯手打造。新歌推出後首日旋即登上了Kkbox新歌日榜第八位及本地新歌週榜第十位及香港電台中文歌曲龍虎榜第二位、新城電台勁爆本地榜第二位，叱咤903專業推介第十九位。
2023年5月推出新版本《天黑時想跟你到白頭feat.陳卓賢》，由黃兆銘編曲，陳考威加入幫手監製，此版本全部樂器人聲均全新錄製，更邀請了外國的結他手及獲Grammy提名的混音師及母帶製作師幫忙參與歌曲後期的工作。新版本推出後首日旋即登上了Kkbox新歌日榜第三位,本地新歌週榜第三位,及Spotify Hong Kong Viral Songs。
2023年6月與中國香港棍網球總會合作推出《Face Off》，除了涉獵電音和Rap元素外，此次亦為AP首次推出自己填寫廣東詞的作品。
2023年7月與陳考威為張天賦MC新歌《抽》作曲。
AP主唱及有份作曲的《離開的感覺》獲得第21屆CASH金帆音樂獎最佳旋律提名
AP推出全創作國語專輯《HIGH TIME》，包辦全碟創作，每首歌均有參與作曲或作詞。封面由著名攝影師夏永康操刀，第一主打歌為《崩潰》，剛推出變登上廣東電台音樂先鋒榜第四位，並邀得女歌手張蔓姿為其執導MV。第二主打為《宇宙》，其中宇宙上架幾天登上了台灣Kkbox綜合新歌即時榜第二位，新歌日榜第四位，台灣飛碟聯播網華語排行榜第一位，HitFMHito中文榜第四位，HitFM百大單曲，PopRadio第六位，其中整張專輯HIGH TIME得到中廣流行網金曲榜冠軍，反應相當不俗。
2023年尾推出新歌《寂靜的誕生》，與馮允謙合寫旋律，由王樂儀填詞，MV裡面加入了從小到大的生活片段。
2024 接連推出單曲，包括廣東歌別要講，獲得香港電台中文歌曲龍虎榜第三位，之後接連與不同的台灣製作人合作，分別和剃刀蔣，紀佳松和潘信維合作，推出歌曲不明白、在你身邊和微光，其中不明白獲得香港電台中文歌曲龍虎榜第三位，新城國語力排行榜第三位，並在台灣的Kkbox新歌即時榜獲得第8位的佳績。
2024 6月25號推出雙CD實體專輯，其中時光CD收錄了十首廣東歌，包括與陳詠謙合作，送給自己父母的《遊子身上衣》和與李文曦合作送給自己一對雙胞胎的《給你們的20項指引》，這首歌亦在廣州的音樂先鋒榜奪冠。微光CD則收錄了三首全新國語歌及兩首創作給其他歌手的Demo，其中三首全新國語歌均在台灣錄音和拍攝Mv。
值得一提的是《在你身邊》的Mv邀請了金鐘獎最佳女配角程予希幫忙演出，而歌曲也在推出四日內登上了台灣Kkbox新歌即時榜第一位，新上榜便連續兩週登上了飛碟聯播網華語排行榜的冠軍，中廣電台冠軍，Pop Radio冠軍，新城國語力排行榜第二位，HitFM Hito中文榜第五位，叱咤903專業推介第十三位，成績非常不俗，而微光則登上了廣州音樂先鋒榜第三位，新城國語力第三位。
2024 8月31號於台灣後台Backstage Cafe舉辦首個在台灣的售票音樂會《微光音樂會》。
2024 12月31號參加在嘉義市立體育場的2025全嘉藝起來跨年晚會同時宣布新EP製作中。
2025 2月14號推出全新EP《想和你》，收錄三首自己創作曲詞的作品，包括人氣網劇獨佔接班人的片尾曲《想和你》，《幸福的軌道》及AP第一次擔人製作人的《再一天》。
EP成績非常不俗，《想和你》登上了內地廣州音樂先鋒榜冠軍位置，HitFM Hito中文榜第二位，台灣KKBOX即時榜冠軍，日榜第三名和周榜第四名，MTV TOP10金曲榜冠軍；而《幸福的軌道》則成為了好事聯播網Best Radio好歌榜冠軍及Pop Radio冠軍，《想和你》專輯成為了中廣電台第三位。
2025 4月被提名台灣HitFM的HITO最受歡迎創作新聲，與陳華、林家謙
、王ADEN等一起競逐獎項。
2025 7月獲馬來西亞988電台邀請到After Work Fest和理想混蛋、動力火車、方炯鑌、張智成、dior大穎等同台演出，在台上首唱和理想混蛋的新歌相對靜止，由雞丁邱建豪作曲填詞，並在台上宣佈將收錄在AP的8月27發佈的新專輯的主打歌。

## 音樂作品

### 個人專輯
| #   | 專輯名稱  | 專輯類型         | 發行公司       | 發行日期      | 曲目 |
| --- | --------- | ---------------- | -------------- | ------------- | --- |
| 1st | HIGH TIME | 國語數位迷你專輯 | Approved Music | 2023年9月8日  | 曲目 1. 憧憬 2. 星空 3. 存在 4. 崩潰 5. 重來（feat. Ghost Style） 6. 宇宙 7. 天亮 (天黑時想跟你到白頭國語版) 8. 說過（良心發現demo） |
| 2nd | 微光      | 專輯             | Approved Music | 2024年6月25日 | 曲目 CD1 微光 1. 在你身邊（國） 2. 不明白（國） 3. 微光（國） 4. 輪廓（Demo） 5. 最後（Demo） CD2 時光 1. Amelia 2. 天黑時想跟你到白頭 feat. Ian 陳卓賢 3. 別要講 4. 離開的感覺 5. 我道 6. 霧霾森林 7. 給你們的20項指引 8. 遊子身上衣 9. 流星語夜人 feat.Heyo 10. 犬屋敷 |
| 3rd | 想和你    | 國語數位迷你專輯 | Approved Music | 2025年2月14日 | 曲目 1. 想和你 2. 幸福的軌道 3. 再一天 |

### 音樂創作及參與
- 2014年：緬甸晶宮 MDJG Feat.尹光（Rap詞）
- 2017年：我是病人（曲）
- 2018年：犬屋敷（曲、Rap詞）
- 2019年：流星語夜人（曲）
- 2019年：黃千庭 成長的美麗與哀愁（曲、監）
- 2019年：譚杏藍 春麗回憶錄（Rap、配唱製作人）
- 2021年：罪人勿語（曲）
- 2021年：奢望（曲、詞）
- 2021年：Turn Up（曲、詞）
- 2022年：我道（曲，與陳卓賢及JNYBeatz合寫）
- 2022年：P1X3L（feat.陳凱詠）This Is How We Roll，另有《This Is How We 保》版本，（曲，與Alex Law及JNYBeatz合寫）
- 2022年：Amelia（曲）
- 2022年：香港電台 騷動音樂Jingle（曲、詞、唱，JNYBeatz編、監）
- 2022年：新的世界（曲、詞）
- 2022年：商業電台叱咤903《一切從音樂開始》Jingle （曲、詞、唱，JNYBeatz編、監）
- 2022年：商業電台雷霆881《發式生活》 Jingle （曲、詞、唱，JNYBeatz編、監）
- 2022年：離開的感覺（曲）
- 2022年：MRAK 從頭一次都要遇到你（曲、詞）
- 2023年：許廷鏗 良心發現（曲，與陳考威合寫）
- 2023年：MRAK 不設限期（曲、詞）
- 2023年：Face Off （詞）
- 2023年：MC張天賦 抽（曲，與陳考威合寫）
- 2023年：崩潰（曲與JNYBeatz合寫、詞）
- 2023年：憧憬（曲與、詞）
- 2023年：星空（曲、詞）
- 2023年：存在（曲、詞）
- 2023年：重來（feat. Ghost Style）（曲、詞）
- 2023年：宇宙（曲與兩個兒子合寫、詞）
- 2023年：天亮 (天黑時想跟你到白頭國語版)（詞）
- 2023年：說過（良心發現demo）（曲與陳考威合寫、詞）
- 2023年：寂靜的誕生（曲與馮允謙合寫）
- 2023年：MRAK 一輩子沒人再愛你（曲、詞）
- 2024年：不明白（曲與吳嘉晟合寫、詞）
- 2024年：在你身邊（曲與JNYBeatz合寫、詞）
- 2024年：微光 （曲與潘信維合寫、詞）
- 2024年：給你們的20項指引（曲）
- 2024年：遊子身上衣（曲）
- 2024年：ERROR 無敵聖衣（曲，與陳考威合寫）
- 2024年：胡子彤 男人難以說的話（曲，與陳考威合寫）
- 2024年：黃奕斌 LIT（曲，與JNYbeatz、Alex Law合寫）
- 2024年：陳卓賢 Tides（詞）
- 2025年：JD 靜默曲張（曲）
- 2025年：想和你（曲、詞）
- 2025年：幸福的軌道（曲、詞）
- 2025年：再一天（曲、詞）
- 2025年：陳泳伽 今期不流行（曲）
- 2025年：黃洛妍 我們都是藝術品（曲）
- 2025年：許廷鏗 我也試過的難於啟齒（曲）

### 派台歌曲成績
| 派台歌曲成績（四台） | 派台歌曲成績（四台） | 派台歌曲成績（四台） | 派台歌曲成績（四台） | 派台歌曲成績（四台） | 派台歌曲成績（四台） | 派台歌曲成績（四台） | 派台歌曲成績（四台）                                |      |
| -------------------- | -------------------- | -------------------- | -------------------- | -------------------- | -------------------- | -------------------- | --------------------------------------------------- | ---- |
| 唱片                 | 歌曲                 | 903                  | RTHK                 | 997                  | TVB                  | 備註                 | 備註                                                |      |
| 2016年               |                      |                      |                      |                      |                      |                      |                                                     |      |
|                      | 法西斯情人           | -                    | 18                   | -                    | -                    |                      |                                                     |      |
| 微光                 | 霧霾森林             | -                    | -                    | 20                   | -                    |                      |                                                     |      |
| 2017年               |                      |                      |                      |                      |                      |                      |                                                     |      |
|                      | 我是病人             | -                    | -                    | -                    | -                    |                      |                                                     |      |
| 2018年               |                      |                      |                      |                      |                      |                      |                                                     |      |
|                      | 一個獨唱的理由       | -                    | -                    | -                    | -                    |                      |                                                     |      |
| 微光                 | 犬屋敷               | -                    | -                    | -                    | -                    |                      |                                                     |      |
| 2019年               |                      |                      |                      |                      |                      |                      |                                                     |      |
| 微光                 | 流星語夜人           | -                    | -                    | -                    | -                    | feat. Heyo           | feat. Heyo                                          |      |
| 派台歌曲成績（五台） |                      |                      |                      |                      |                      |                      |                                                     |      |
| 唱片                 | 歌曲                 | 903                  | RTHK                 | 997                  | TVB                  | ViuTV                | 備註                                                | 備註 |
| 2021年               |                      |                      |                      |                      |                      |                      |                                                     |      |
|                      | 罪人勿語             | -                    | -                    | -                    | -                    | -                    |                                                     |      |
|                      | 奢望                 | -                    | -                    | -                    | -                    | -                    |                                                     |      |
|                      | Turn Up              | -                    | -                    | -                    | -                    | -                    | feat. 李璨琛                                        |      |
| 2022年               |                      |                      |                      |                      |                      |                      |                                                     |      |
| 微光                 | 我道                 | -                    | 2                    | 10                   | -                    | -                    |                                                     |      |
| 微光                 | Amelia               | -                    | 3                    | 5                    | -                    | -                    |                                                     |      |
| 微光                 | 離開的感覺           | -                    | -                    | 3                    | -                    | -                    | 跨年上榜                                            |      |
| 2023年               |                      |                      |                      |                      |                      |                      |                                                     |      |
|                      | 天黑時想跟你到白頭   | 19                   | 2                    | 2                    | -                    | -                    | 另派feat. 陳卓賢版本 加拿大至 HIT 中文歌曲排行榜：5 |      |
| HIGH TIME            | 崩潰（國）           | -                    | -                    | -                    | -                    | -                    |                                                     |      |
| HIGH TIME            | 宇宙（國）           | -                    | -                    | -                    | -                    | -                    |                                                     |      |
|                      | 寂靜的誕生           | -                    | 3                    | 6                    | -                    | -                    |                                                     |      |
| 2024年               |                      |                      |                      |                      |                      |                      |                                                     |      |
| 微光                 | 別要講               | -                    | 3                    | -                    | -                    | -                    |                                                     |      |
| 微光                 | 不明白（國）         | -                    | 3                    | -                    | -                    | -                    | 新城國語力排行榜：3                                 |      |
| 微光                 | 在你身邊（國）       | 13                   | -                    | -                    | 17                   | -                    | 新城國語力排行榜：2                                 |      |
| 微光                 | 微光（國）           | -                    | -                    | -                    | -                    | -                    | 新城國語力排行榜：3                                 |      |
| 微光                 | 給你們的20項指引     | -                    | -                    | -                    | -                    | -                    |                                                     |      |
| 2025年               |                      |                      |                      |                      |                      |                      |                                                     |      |
| 想和你               | 想和你（國）         | -                    | -                    | -                    | -                    | -                    | 新城國語力排行榜：3                                 |      |
| 想和你               | 幸福的軌道（國）     | -                    | -                    | -                    | -                    | -                    | 新城國語力排行榜：2                                 |      |

| 各台冠軍歌總數 | 各台冠軍歌總數 | 各台冠軍歌總數 | 各台冠軍歌總數 | 各台冠軍歌總數 | 各台冠軍歌總數    | 各台冠軍歌總數    |
| -------------- | -------------- | -------------- | -------------- | -------------- | ----------------- | ----------------- |
| 四台a          | 903            | RTHK           | 997            | TVB            | 備註              | 備註              |
| 四台a          | 0              | 0              | 0              | 0              | 四台冠軍歌總數：0 | 四台冠軍歌總數：0 |
| 五台b          | 903            | RTHK           | 997            | TVB            | ViuTV             | 備註              |
| 五台b          | 0              | 0              | 0              | 0              | 0                 | 五台冠軍歌總數：0 |

- （*）仍在榜上
- （-）未能上榜
- （×）沒有派往該台
- ^  注解a：包括2020年後的冠軍歌曲
- ^  注解b：2020年起

## 演出作品

### 網絡劇
- 2016年 反黑 Teddy 仔
- 2019年 最燃的拳頭 開場青年

### 電影、微電影、劇集
| 首映   | 電影名稱 | 角色         |
| ------ | -------- | ------------ |
| 2017年 | 反黑     | Teddy仔      |
| 2019年 | 怒火     | 刑事偵緝探員 |
| 2019年 | 大盜演   | Teddy仔      |

### 節目主持（MOOV）
- 2018年起《Let's Move Music》

### 參與演出的MV
- 2018年：Judas Law、柳重言 - 一線之差
- 2018年：譚杏藍 - 誰叫何里玉

### 其他演出
- 2013年：陳奕迅《Eason's life演唱會》The Show Choir 成員
- 2016年：陳慧嫻《Priscilla-ism演唱會》The Show Choir 成員
- 2018年：綠色和平 - 郊響樂 [燕尾蝶] Choir

## 廣告代言
- 2017年：RedMR 紅人派對 網上廣告
- 2018年：Chottomaki 網上廣告
- 2018年：Puma Hong Kong 2018 Fall/Winter
- 2018年：DHL x Casetify 廣告
- 2020年：Yoov 企業雲端電視廣告
- 2021年：Cherry 床品廣告
- 2022年：星展銀行 網上廣告
- 2022年：Loewe 網上廣告
- 2023年：Dyson 網上廣告

## 曾獲獎項與提名
| 年份   | 獎項                                                | 結果 |
| ------ | --------------------------------------------------- | ---- |
| 2016年 | 第三十九屆十大中文金曲 最有前途新人獎               | 提名 |
| 2016年 | 理工大學AST歌唱比賽 合唱冠軍                        | 獲獎 |
| 2016年 | 歌手一號歌唱比賽 合唱冠軍                           | 獲獎 |
| 2016年 | 歌手一號歌唱比賽 演藝潛質獎                         | 獲獎 |
| 2022年 | 新城勁爆頒獎禮2022 勁爆躍進歌手                     | 獲獎 |
| 2022年 | 廣播九十五周年十大中文金曲 - 最佳進步獎             | 提名 |
| 2025年 | 廣東廣播電視台音樂之聲 - 廣州音樂先鋒榜年度灣區歌手 | 獲獎 |
| 2025年 | HitFM - HITO最受歡迎創作新聲                        | 提名 |

## 外部連結
- 潘宇謙的新浪微博
- 潘宇謙的Facebook專頁
- 潘宇謙的Instagram帳戶
- YouTube上的潘宇謙頻道